# Хыннам
Хынна́м (흥남구역, 興南區域) — портовый город в КНДР, имеет статус района города Хамхын.

## Географическое положение
Находится на берегу Восточно-Корейского залива на восточном побережье Японского моря.

## История

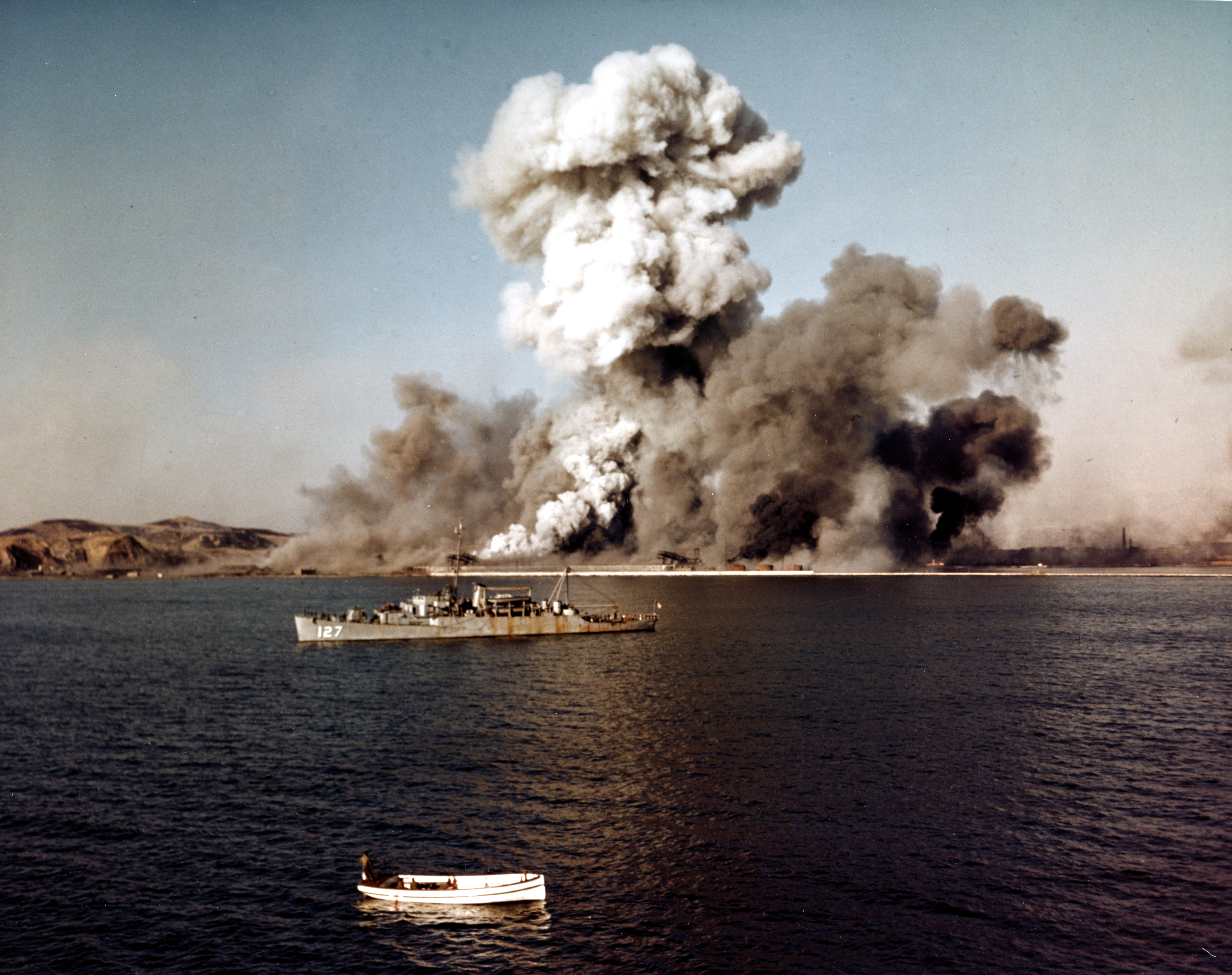
взрывы и пожар в Хыннаме (24 декабря 1950)

После подписания 22 августа 1910 года договора о присоединении Кореи к Японии эта территория вошла в состав Японской империи.
В 1942 году численность населения города составляла 160 тыс. человек.
Согласно данным фиксации радиоактивности в атмосфере американскими лётчиками-разведчиками, возле города в ночь с 12 на 13 августа 1945 года Японская Империя испытала прототип ядерной бомбы.
После второй мировой войны Хыннам вошёл в состав провинции Хамгён-Намдо КНДР и развивался как центр рыболовства и рыбоперерабатывающей промышленности.
Хыннам пострадал в ходе Корейской войны. 15 - 24 декабря 1950 года, во время битвы при Чосинском водохранилище он стал основным местом эвакуации отступавших американских и южнокорейских войск, вместе с которыми в Пусан было вывезено значительное количество гражданского населения. После окончания эвакуации, 24 декабря 1950 года оставленное военное имущество было взорвано.
После окончания войны город был восстановлен. По состоянию на начало 1957 года здесь действовали химический комбинат, металлургический завод, машиностроительный завод и судостроительная верфь.
В начале 1960-х годов здесь началось строительство восьми заводов по производству стройматериалов; кроме того, при помощи ГДР началось сооружение комбината «Виналон» по производству искусственного волокна.
В дальнейшем, в связи с расширением границ города, объединился с городом Хамхын.
В 1976 году численность населения составляла 260 тыс. человек, основой экономики в это время являлись крупный комбинат химических удобрений, металлургическое производство (выплавка алюминия), также здесь действовали предприятия пищевой промышленности, производство строительных материалов, ещё одним направлением деятельности являлось рыболовство.
На рубеже 1980-х - 1990-х годов Хыннам являлся крупным центром химической промышленности, цветной металлургии, тяжёлого машиностроения и пищевой промышленности.
В конце 2005 года город Хыннам был официально преобразован в район города Хамхын[уточнить].

## Транспорт
Крупный порт.
Железнодорожная станция Хыннам на линии Пёнгра (Пхеньян-Раджин).
Действует троллейбусная линия, соединяющая Хыннам с соседним городом Хамхын.

## Образование
В Хыннаме расположен Хынамский химико-инженерный университет.